# 杜吉洲
杜吉洲（1963年—），辽宁大连市人，汉族，中华人民共和国政治人物、第十二届全国人民代表大会内蒙古地区代表。
毕业于北京石油化工科学研究院应用化学专业，現任呼和浩特石化公司總經理。加入中国共产党。2013年，被选为全国人大代表。